# New York Dragons
New York Dragons var en professionell klubb i amerikansk fotboll inomhus i New York i delstaten New York i USA som spelade i Arena Football League (AFL).
Klubben grundades 1995 i Iowa men flyttades till New York 2001. De spelade där till 2008 då ligan lades ner. Deras matcher spelades i Nassau Coliseum i förorten Uniondale.